# Elgin (Oregón)
Elgin es una ciudad ubicada en el condado de Union, Oregón, Estados Unidos. Tiene una población estimada, a mediados de 2021, de 1694 habitantes.

## Geografía
La localidad está ubicada en las coordenadas 45°33′53″N 117°55′17″O / 45.56472, -117.92139 (45.564655, -117.92127).

## Demografía
Según la Oficina del Censo, en 2000 los ingresos medios de los hogares de la localidad eran de $31 449 y los ingresos medios de las familias eran de $35 529. Los hombres tenían ingresos medios por $31 250 frente a los $17 500 que percibían las mujeres. Los ingresos per cápita para la localidad eran de $14 861. Alrededor del 14.2% de la población estaba por debajo del umbral de pobreza.
De acuerdo con la estimación 2016-2020 de la Oficina del Censo, los ingresos medios de los hogares de la localidad son de $42 083 y los ingresos medios de las familias son de $49 969. Alrededor del 13.8% de la población estaba por debajo del umbral de pobreza.

## Localidades adyacentes
Diagrama de las localidades a un radio de 30 km a la redonda de Elgin: 